# Chung kết Cúp C1 châu Âu 1986
Trận chung kết Cúp C1 châu Âu năm 1986 là trận chung kết thứ ba mươi mốt của Cúp các đội vô địch bóng đá quốc gia châu Âu, ngày nay là UEFA Champions League. Đây là trận đấu giữa F.C. Steaua Bucureşti của România và FC Barcelona của Tây Ban Nha trên sân vận động Ramón Sánchez Pizjuán, Sevilla. Sau 120 phút thi đấu, 2 đội phải thi đá 11m và thủ môn Helmuth Duckadam của Steaua Bucharest đã đẩy được tất cả các quả 11m của Barcelona trong khi thủ môn Javier Urruti của Barcelona chỉ đẩy được 2 quả 11m giúp Steaua Bucharest lần đầu tiên giành Cúp C1 châu Âu.

## Chi tiết trận đấu
| F.C. Steaua Bucureşti              | 0–0 (h.p.) | FC Barcelona                               |
| ---------------------------------- | ---------- | ------------------------------------------ |
|                                    |            |                                            |
| Loạt sút luân lưu                  |            |                                            |
| Majaru · Bölöni · Lăcătuş · Balint | 2–0        | Alexanko · Pedraza · Pichi Alonso · Marcos |

| Steaua | Barcelona |

| STEAUA BUCUREȘTI:                               |    |                    |          |      |
|                                                 |    |                    |          |      |
| TM                                              | 1  | Helmuth Duckadam   |          |      |
| HV                                              | 2  | Ştefan Iovan (ĐT)  |          |      |
| HV                                              | 3  | Miodrag Belodedici | Thẻ vàng |      |
| HV                                              | 4  | Adrian Bumbescu    |          |      |
| HV                                              | 5  | Ilie Bărbulescu    | Thẻ vàng |      |
| TV                                              | 11 | Gavril Balint      |          |      |
| TV                                              | 10 | Lucian Bălan       |          | 75'  |
| TV                                              | 6  | László Bölöni      | Thẻ vàng |      |
| TV                                              | 9  | Mikal Majaru       |          |      |
| TĐ                                              | 7  | Marius Lăcătuş     | Thẻ vàng |      |
| TĐ                                              | 8  | Victor Piţurcă     |          | 107' |
| Dự bị:                                          |    |                    |          |      |
| TĐ                                              | 12 | Anghel Iordănescu  |          | 75'  |
| TĐ                                              | 13 | Marin Radu         |          | 107' |
| Huấn luyện viên:                                |    |                    |          |      |
| Emerich Jenei Trợ lý trọng tài Trọng tài thứ tư |    |                    |          |      |

| FC BARCELONA:    |    |                         |          |      |
|                  |    |                         |          |      |
| TM               | 1  | Javier Urruti           |          |      |
| HV               | 2  | Gerardo                 |          |      |
| HV               | 3  | Migueli                 |          |      |
| HV               | 6  | José Ramón Alexanko     |          |      |
| HV               | 4  | Julio Alberto           | Thẻ vàng |      |
| TV               | 5  | Víctor Muñoz            |          |      |
| TV               | 11 | Marcos Alonso           |          |      |
| TV               | 8  | Bernd Schuster (ĐT)     |          | 85'  |
| TV               | 9  | Ángel Pedraza           |          |      |
| TĐ               | 10 | Steve Archibald         |          | 106' |
| TĐ               | 7  | Francisco José Carrasco | Thẻ vàng |      |
| Dự bị:           |    |                         |          |      |
| HV               | 12 | José Moratalla          |          | 85'  |
| TV               | 16 | Pichi Alonso            |          | 106' |
| Huấn luyện viên: |    |                         |          |      |
| Terry Venables   |    |                         |          |      |